# EF Ерідана
EF Ерідана (EF Eri) — змінна зоря, що належить до типу полярів (зір типу AM Геркулеса або магнітна катаклізмічна змінна зоря). Історично вона змінювала світність між видимою величиною 14,5 і 17,3, хоча з 1995 р. здебільшого залишається на нижній межі. Зоряна система розташована за 300 світлових роках у сузір'ї Ерідана і складається з білого карлика та залишку колишньої зорі, який має дозоряну масу.

## EF Ерідана B
Субзоряний об'єкт на орбіті навколо білого карлика — зоря, що втратила масу внаслідок акреції на білий карлик. Те, що залишається, — це куля масою 0,05 сонячних мас (М☉), яка занадто мала для продовження ядерного синтезу, і відрізняється від супер-планети, коричневого карлика або білого карлика. Такої категорії зоряного залишку ще не виділено.
За гіпотезою 500 мільйонів років тому білий карлик почав «поїдати» свого партнера — звичайну зорю, коли вони були розділені відстанню 7 мільйонів кілометрів. У міру перетікання речовини зоря зближувалися і зараз їх розділяє лише 700 000 км.

## Подібні системи
Ще одна колишня зоря обертається довкола пульсара PSR J1719-1438.